# (679648) 2019 XS
(679648) 2019 XS es un pequeño asteroide cercano a la Tierra de tipo Apolo, descubierto el 2 de diciembre de 2019 por el Mount Lemmon Survey en Arizona, Estados Unidos. Pasó a 1.493 distancias lunares (574,000 km; 357,000 mi) de la Tierra el 9 de noviembre de 2021 a las 03:48 UTC, tras lo cual la Red Internacional de Alerta de Asteroides verificó la sincronización y la precisión astrométrica de las observaciones. Durante su paso, el asteroide atravesó el hemisferio sur hasta el hemisferio norte hasta alcanzar una magnitud aparente máxima de 13. El Centro de Planetas Menores recopiló un total de 957 observaciones como parte de la campaña de la Red Internacional de Alerta de Asteroides.
(679648) 2019 XS se observa con precisión gracias a un amplio arco de observación de más de 21 años, suficiente para distinguir cambios sutiles en su órbita a lo largo del tiempo debido a la aceleración no gravitacional del efecto Yarkovsky. Las observaciones de radar de alta precisión realizadas el 11 de noviembre de 2021 por el Radar del Sistema Solar Goldstone de la NASA han limitado significativamente la órbita del asteroide y su distancia de aproximación a pocos kilómetros. Las imágenes de radar han mostrado que el asteroide tiene un diámetro aproximado de 70 m (230 pies), con un período de rotación de aproximadamente 3 horas.
Las observaciones fotométricas continuas realizadas por el Centro de Estudios del Sistema Solar en Landers, California, muestran una curva de luz irregular para (679648) 2019 XS, lo que indica que el asteroide se encuentra en un estado de rotación inestable. La curva de luz de (679648) 2019 XS parece mostrar dos períodos superpuestos de 2.35 y 3.01 horas, que podrían estar asociados con la rotación y precesión del asteroide.